# 산드라 코구트
산드라 코구트(포르투갈어: Sandra Kogut, 1965~)는 리우데자네이루에서 태어난 영화 감독이다.

## 생애
홀로코스트를 피해 헝가리에서 브라질로 이주한 헝가리계 집안에서 1965년 리우데자네이루에서 태어났다. 이후 미국으로 이주하기 전 10년 이상 프랑스에서 살았다. 교황청 가톨릭 대학교 리우데자네이루에서 철학을 전공하고 1984년에 행위설치 예술가로 경력을 시작했다. 뉴욕 근대미술관과 솔로몬 R. 구겐하임 미술관 등 다양한 장소에서 작품을 전시했다.

## 필모그래피
- 파랄라마스 두 서세소 (1988년 다큐멘터리)
- 앙골라 (1991)
- 파라볼릭 피플 (1991)[4]
- 프랑스어로 (1993)
- 여기 그리고 저기 (Lá e Cá) (1995)
- 안녕 세상 혹은 피에르와 클레어의 이야기 (Adieu monde ou l'histoire de Pierre et Claire) (1998년 다큐멘터리)
- 레시와 움베르투 노스 캄포스 뉴트라이스 - 추이 - 추이 (1999)
- 헝가리 여권 (Un passeport Hongrois) (2001년 다큐멘터리)[4]
- 오르세의 승객 (Passagers d'Orsay) (2002)[4]
- 무툼 (2007)
- 캄포 그란데 (2015)
- 세 번의 여름 (2019)

## 참고 자료
1. ↑  staff. “Directors in Focus Abroad in the World: The Art of Sandra Kogut”. Harvard Film Archive. 2015년 8월 26일에 확인함.
2. ↑  Maitland McDonagh (2009년 1월 24일). “여성 영화 – 글로벌 렌즈 영화 제작자 산드라 코구트”. 여성 영화 저널리스트 연맹. 2015년 8월 26일에 확인함.
3. ↑  staff. “산드라 코구트”. 시네마 사우스 페스티벌. 2015년 6월 28일에 원본 문서에서 보존된 문서. 2015년 8월 26일에 확인함.
4. 1 2 3  Peary, Gerald (2003년 5월). “산드라 코구트”. 제럴드 피어리. 2016년 3월 31일에 원본 문서에서 보존된 문서. 2015년 8월 26일에 확인함.